# Sextus Pompeius
Sextus Pompeius Magnus Pius (67 př. n. l. Řím – 35 př. n. l. Milét) byl vojevůdce a politik ve starověkém Římě, nejmladší syn Pompeia Velikého (jeho matkou byla Mucia Tertia). Jako přesvědčený zastánce republiky bojoval proti Juliu Caesarovi a po jeho smrti proti druhému triumvirátu. Napřed byla jeho základnou Hispánie, odkud se po porážce v bitvě u Mundy přesunul na Sicílii a díky silnému loďstvu ovládl velkou část Středomoří. V roce 39 př. n. l. byla uzavřena mírová smlouva z Misena, která mu přiznala funkci prokonzula a vládu nad Sicílií, Sardinií a Korsikou. O rok později však boje propukly znovu a 3. září 36 př. n. l. uštědřil Marcus Vipsanius Agrippa Sextu Pompeiovi rozhodující porážku v námořní bitvě u Naulocha. Pompeius pak uprchl do Milétu, kde ho zajal Marcus Titius a nechal ho bez soudu popravit jako piráta, aby se zavděčil Marku Antoniovi.